# Robert Taft
Robert Alphonso Taft (Cincinnati, 8 settembre 1889 – New York, 31 luglio 1953) è stato un politico e avvocato statunitense, appartenente al Partito Repubblicano.
Era un membro della famiglia Taft, importante nell'ambiente politico di Cincinnati, ed è stato uno dei più importanti politici conservatori degli Stati Uniti. Fu un forte oppositore del New Deal e senatore dal 1939 al 1953. Guidò con successo la coalizione conservatrice nello sforzo di limitare i privilegi legali dei sindacati, e fu uno dei più importanti sostenitori della politica estera isolazionista.
Tra il 1940 e il 1952 si scontrò con Thomas E. Dewey, governatore di New York, favorevole al New Deal, per la guida del Partito Repubblicano. Nel 1957 una commissione del senato presieduta da John F. Kennedy nominò Taft uno dei cinque più importanti senatori della storia americana. Robert Taft è uno dei personaggi tratteggiati nel libro di John F. Kennedy, Profiles in Courage.

## Biografia

### Famiglia, istruzione e carriera legale
Taft apparteneva ad una delle più importanti famiglie della politica statunitense. Fu il nipote del Procuratore Generale e Segretario della Guerra Alphonso Taft, e il figlio di William Howard Taft, Presidente degli Stati Uniti e Chief Justice, e di Helen Herron Taft. Da ragazzo passò quattro anni nelle Filippine, dove suo padre era governatore. Frequentò la The Taft School, il cui preside era suo zio, Yale (1910) e l'Harvard Law School (1913), dove diresse l'Harvard Law Review, terminata la quale iniziò quattro anni di praticantato nello studio associato Maxwell and Remsey (ora Graydon Head & Tirchey LLP) a Cincinnati, e dopo aver lavorato per due anni per la Food and Drug Administration a Washington, ritornò a Cincinnati e aprì un proprio studio legale. Nel 1924, assieme al fratello Charles, formò la Taft, Stettinius, and Hollister, con la quale rimase associato fino alla morte. La società porta ancora oggi il suo nome.
Il 17 ottobre 1914 sposò Martha Weaton Bowers, l'ereditiera di Lloyd Wheaton Bowers, che fu Avvocato generale degli Stati Uniti durante la legislatura di suo padre, dalla quale ebbe quattro figli tra cui Robert Taft Jr. (1917-1993), eletto al senato, Horace Dwight Taft divenne professore di fisica e preside a Yale, William Howard Taft III divenne ambasciatore in Irlanda. Due dei nipoti di Taft sono Bob Taft, governatore dell'Ohio dal 1999 al 2007, e William Howard Taft III fu Vice Segretario alla Difesa dal 1984 al 1989.

### I primi anni della carriera pubblica
Quando gli Stati Uniti entrarono nella prima guerra mondiale nell'aprile del 1917, Taft tentò di arruolarsi, ma venne riformato per un difetto alla vista. Entrò così a far parte dello staff legale della Food and Drug Administration dove strinse amicizia con Herbert Hoover. Tra il 1918 e 1919 lavorò a Parigi come consulente legale per la American Releif Administration, l'agenzia di Hoover che distribuiva viveri nei paesi devastati dalla guerra. In quel periodo iniziò a considerare la burocrazia come inefficiente e dannosa per i diritti dell'individuo, un principio che promosse nella sua carriera politica. Sostenne fortemente la Società delle Nazioni, ma generalmente mostrava diffidenza nei confronti della politica europea. Sostenne con forza l'idea di una corte mondiale con pieni poteri che potesse rinforzare il diritto internazionale, ma non venne istituita durante la sua vita.
Ritornò a Cincinnati alla fine del 1919 e nel 1920 sostenne Hoover nella corsa alla la presidenza e aprì uno studio legale con suo fratello Charles. Nello stesso anno venne eletto alla Camera dei Rappresentanti dell'Ohio dove fu Speaker della Camera dei Rappresentanti nel 1926. Nel 1930 venne eletto al senato dell'Ohio, ma venne sconfitto nel 1932. Nei due anni al senato cercò di modernizzare le antiquate leggi dello Stato in materia di tasse. Fu un esplicito oppositore del Ku Klux Klan.
Taft non era un grande oratore. Confessò nel 1922 «che mentre non ho difficoltà a parlare, non so come ottenere l'eloquenza che porta entusiasmo o applausi», anche se la padronanza dei complessi dettagli di ogni sua risposta impressionava reporter e politici. La lealtà di Taft nei confronti dei politici conservatori che controllavano il partito repubblicano dell'Ohio fu spesso all'origine di conflitti con suo fratello Charles, che come politico locale di Cincinnati si era guadagnato fama di anticonformista e liberale. Comunque, nonostante i loro dissensi politici, Charles sostenne tutti e tre i tentativi del fratello nella corsa alle presidenziali.
Nel 1917 Taft e sua moglie Martha comprarono una fattoria di circa sedici ettari a Indian Hill, un agiato sobborgo di Cincinnati. Chiamata Sky Farm, fu la principale residenza privata di Taft. I Taft gradualmente ampliarono la piccola fattoria in una villa di sedici stanze, nel terreno della quale venivano coltivate fragole, asparagi e patate a scopi commerciali. Nel periodo estivo Taft spesso soggiornava con la sua famiglia nella casa di famiglia a Murray Bay, in Quebec.

### Senatore degli Stati Uniti
Taft venne eletto per la prima volta senatore nel 1938. Cooperando con i conservatori democratici del sud, guidò la coalizione conservatrice che si opponeva al New Deal, considerandolo socialista, e attaccò la spesa in disavanzo, gli alti sussidi alle fattorie, la burocrazia del governo, il National Labor Relations Board, e la nazionalizzazione dell'assicurazione sanitaria. I repubblicani crebbero con le elezioni al congresso nel 1938, e, uniti alla coalizione conservatrice, fermarono l'espansione del New Deal.
Taft non era contrario solamente alle politiche del New Deal, ma anche a molti dei programmi che il governo aveva attuato in relazione a esso, che giudicava inefficienti e sterili. Era invece favorevole a lasciare alle imprese e ai privati il compito di risollevare l'economia del paese invece di dipendere dai programmi che il governo attuò dopo la Grande depressione.
Dopo essersi interessato alla mancanza di alloggi nella nazione appoggiò la costruzione di case popolari, così come il programma di sicurezza sociale. Il programma conservatore di Taft aveva lo scopo di promuovere la crescita economica, le opportunità economiche individuali, una forte difesa nazionale (soprattutto la marina e l'aeronautica), e la neutralità nei confronti delle guerre europee. Si oppose fortemente all'arruolamento obbligatorio sul principio che limitava la libertà di scelta dei giovani. A grandi linee e in termini politici Taft può essere considerato un libertario, si oppose a quasi tutte le forme di interferenza nel governo sia nell'economia nazionale che nella vita privata dei cittadini.
Durante il suo primo mandato si oppose vigorosamente al coinvolgimento nella seconda guerra mondiale, convinto che gli Stati Uniti dovessero concentrarsi sulla risoluzione dei problemi nazionali. Il suo pensiero era che le potenti forze armate statunitensi, combinate con la protezione geografica degli Stati Uniti dovuta al fatto di essere circondati dall'oceano, fossero una protezione sufficiente contro i nazisti europei. Tra lo scoppio della guerra nel 1939 e l'attacco giapponese a Pearl Harbor nel 1941 Taft si oppose a quasi tutti i tentativi di aiutare le forze alleate a combattere il nazismo in Europa. Il suo schietto isolazionismo attirò le critiche dei repubblicani liberali come Wendell Willkie e Thomas E. Dewey, i quali erano favorevoli a entrare in guerra al fianco della Gran Bretagna e dei suoi alleati. Dopo l'attacco di Pearl Harbor Taft diede pieno appoggio alla guerra, ma nutrì sempre un profondo sospetto sulle alleanze militari del dopoguerra con altre nazioni, inclusa la NATO.
Nelle elezioni al senato del 1944, Taft fu quasi sconfitto dal suo oppositore democratico, che ricevette un maggiore sostegno dalle organizzazioni sindacali dell'Ohio e dagli internazionalisti; divenne presidente della Senate Republican Conference nel 1944. Nella campagna elettorale per le elezioni del 1950 Taft fece una campagna elettorale più efficace nella quale corteggiò gli operai delle fabbriche e vinse il terzo mandato con un ampio margine.
Dall'inizio del suo terzo mandato, Taft venne soprannominato Mr. Republican, fu ideologo e portavoce della politica conservatrice del partito repubblicano dell'epoca, e fu riconosciuto leader nazionale dell'ala conservatrice del GOP.

#### Condanna del Processo di Norimberga
Taft condannò il Processo di Norimberga come una "giustizia dei vincitori", nella quale le persone che vinsero la guerra esprimevano gli avvocati dell'accusa, i giudici e le vittime, tutti allo stesso tempo. Taft condannò il processo come una violazione dei più basilari principi della giustizia statunitense e degli standard internazionalmente accettati, che vietano l'applicazione di una legge ex post facto. Anche se la sua opposizione ai processi attirò forti critiche dai più importanti politici e giornalisti, altri osservatori, come il senatore John F. Kennedy nel suo bestseller Profiles in Courage, fece un plauso alla posizione di principio di Taft, nonostante le grandi critiche.

#### 1947: il Taft Hartley Act
Quando i repubblicani vennero eletti al Congresso nel 1947 Taft si concentrò sul rapporto con la gestione del lavoro come presidente del Senate Labor Comitee. Considerando il Wagner Act come una legge che concedeva dei favoritismi ai sindacati, scrisse assieme a Fred A. Hartley Jr. il Taft Hartley Act, il quale impone delle restrizioni per gli union shop, di cui i lavoratori non iscritti al sindacato devono far parte per un periodo di tempo pena la perdita del lavoro, e i closed shop, in cui far parte del sindacato è un requisito fondamentale per essere assunti, mentre autorizza il presidente a chiedere un'ingiunzione federale per imporre un periodo di riflessione di ottanta giorni se uno sciopero minaccia l'interesse nazionale. Taft riuscì a far approvare la legge nonostante il veto del presidente Harry Truman.
Taft era riluttante a sostenere i sussidi per le fattorie, una posizione che fece perdere consensi al partito repubblicano nelle aree rurali soprattutto del midwest nelle elezioni del 1949. Appoggiò invece gli aiuti all'educazione (che però non vennero approvati) e co-patrocinò il Taft-Wagner-Ellender Housing Act per promuovere la costruzione di case popolari nelle città. In termini di politica estera, Taft non vedeva in Stalin una minaccia importante e non prestò attenzione al comunismo interno agli Stati Uniti, considerando invece le ingenti spese fuori controllo del governo come il vero pericolo. Era favorevole alla Dottrina Truman, riluttante all'approvazione del Piano Marshall e si oppose alla costituzione della NATO, considerandola inutile e provocatoria nei confronti dell'Unione Sovietica. Si mise alla testa dei repubblicani critici nei confronti della gestione della guerra di Corea da parte del presidente Truman.

#### Ambizioni presidenziali
Nel 1940 Taft cercò la candidatura alle presidenziali, ma la sua politica estera isolazionista e l'opposizione al New Deal convinsero molti repubblicani a scegliere Wendell Willkie, un ex democratico e dirigente aziendale che non aveva mai corso per una carica politica, il quale sbaragliò gli altri candidati.
Nella campagna presidenziale del 1944 Taft non venne candidato, ma diede il suo supporto a John Bricker, conservatore, al tempo governatore dell'Ohio, che venne però sconfitto da Thomas E. Dewey, governatore di New York, e Bricker divenne il suo candidato alla vicepresidenza. Nelle elezioni presidenziali del 1948 Taft fece un secondo tentativo di fasi candidare dal partito repubblicano, ma venne sconfitto dal suo rivale Thomas Dewey, che guidava l'ala moderata/liberale del partito.

#### Lo scontro con Eisenhower
Nel 1952 Taft fece il suo terzo e ultimo tentativo di essere candidato alle presidenziali dal partito repubblicano. Aveva il solido supporto dell'ala conservatrice del partito e con Dewey fuori dalla rosa dei candidati, molti commentatori politici lo indicarono come il principale candidato. Le dinamiche cambiarono quando Dewey e altri moderati riuscirono a convincere Dwight D. Eisenhower, uno dei più popolari generali della seconda guerra mondiale, a correre per la candidatura.
Lo scontro tra Taft ed Eisenhower fu uno dei più serrati e accaniti nella storia della politica statunitense. All'apertura della convention repubblicana nel 1952, Taft ed Eisenhower erano testa a testa nelle votazioni dei delegati. Durante il primo giorno della convention i responsabili della campagna elettorale di Eisenhower accusarono gli uomini di Taft di aver ingiustamente negato ai delegati di Eisenhower i posti in alcuni stati del sud come Texas e Georgia, proponendo di rimuovere i delegati pro-Taft in quegli stati e sostituirli con delegati pro-Eisenwoher; chiamarono questa proposta Fair Play.
Anche se Taft negò con rabbia di aver rubato i voti dei delegati, la convention votò a favore del Fair Play con 658 voti contro 548. Inoltre, molte delegazioni statali libere, come quella del Michigan e della Pennsylvania, supportarono Eisenhower. Dopo la convention girarono voci secondo cui i presidenti di queste delegazioni, come Arthur Summerfield del Michigan, avevano subito pressioni dai repubblicani dell'est per votare Eisenhowrer. Queste voci comunque non vennero mai confermate e Summerfield divenne direttore generale delle poste dopo le elezioni.
Con l'approvazione del Fair Play Taft perse molti voti dalle delegazioni del Sud, un fatto che, assieme alla decisione degli stati liberi di aggregarsi a Eisenhower, fu determinante per la nomina a candidato per la presidenza di quest'ultimo. Malgrado l'amarezza della sconfitta e la convinzione di aver subito un'imboscata dalle forze di Eisenhower, dopo la convention Taft rilasciò una breve dichiarazione nella quale si congratulava con il neo candidato e gli garantiva il suo appoggio, dopo di che si ritirò nella sua casa in Quebec.
Col passare delle settimane l'entourage di Eisenhower si preoccupò che un possibile intervento di Taft nella campagna elettorale alle presidenziali potesse danneggiare Eisenhower. Nel settembre del 1952 Taft accettò di incontrare Eisenhower a Morningside Heights, New York.Wunderlin, p. 211 Lì Eisenhower si assicurò il favore di Taft promettendogli che non avrebbe agito contro i suoi uomini, che avrebbe tagliato le spese federali e combattuto lo "strisciante socialismo in ogni ambito domestico". Taft ed Eisenhower erano in sintonia sulla maggior parte delle questioni interne, le loro principali divergenze riguardavano la politica estera. Eisenhower credeva fermamente nella NATO e spinse gli Stati Uniti verso l'anticomunismo nella Guerra Fredda.
In seguito all'elezione di Eisenhower, Taft divenne leader di maggioranza al Senato nel 1953, appoggiò le scelte di Eisenhower in politica interna e aiutò i nuovi funzionari dell'amministrazione. Cercò anche di mettere un freno alle pratiche maccartiste del senatore Joseph McCarthy.

### Gli ultimi mesi
All'inizio del 1953 Taft iniziò a sentire dolori alle anche e dopo una dolorosa partita a golf con il presidente Eisenwoher venne ricoverato al Walter Reed Hospital per alcuni esami che fecero pensare a un tumore o all'artrite. Nello stesso mese gli esami fatti al Holmes Memorial Hospital vicino a Cincinnati dimostrarono che aveva un cancro.
Alla fine di maggio trasferì le sue funzioni di leader di maggioranza al senatore William Knowland, ma non diede le dimissioni da senatore e disse ai giornalisti che pensava di ritornare al lavoro dopo il ricovero. Le sue condizioni di salute comunque peggiorarono in fretta e il 4 luglio, durante la pausa estiva dei lavori del senato, Taft ritornò al New York Hospital per una visita. Morì il 31 luglio, un'ora dopo la visita di sua moglie Martha in seguito ad un'emorragia cerebrale. Eisenhower e molti altri importanti politici parteciparono si suoi funerali. Venne seppellito all'Indian Hill Episcopal Church Cemetery a Cincinnati.

### Monumento
Il "Robert A. Taft Memorial" consiste in una statua di tre metri scolpita da Wheeler Williams e una torre campanaria. Si trova a nord del Campidoglio, in Constitution Avenue.
(Dall'iscrizione del monumento)

### Robert A. Taft Club
Fondato nel 2006, il Robert A. Taft Club è nato con il proposito di suscitare un «vivace dibattito su quelle questioni che vengono solitamente evitate dal movimento conservatore nel governo federale».

### Fonti principali
- Russell Kirk and James McClellan, eds. The Political Principles of Robert A. Taft (1967).
- Clarence E. Wunderlin Jr., et al. eds. The Papers of Robert A. Taft vol 1, 1889-1939 (1998); vol 2; 1940-1944 (2001); vol 3 1945-1948 (2003); vol 4, 1949-1953 (2006).
- Robert A. Taft, A Foreign Policy for Americans

### Fonti secondarie
- Armstrong John P. "The Enigma of Senator Taft and American Foreign Policy." Review of Politics 17:2 (1955): 206-231. in JSTOR
- Berger Henry. "A Conservative Critique of Containment: Senator Taft on the Early Cold War Program." In David Horowitz, ed., Containment and Revolution. (1967), pp 132–39
- Berger, Henry. "Senator Robert A. Taft Dissents from Military Escalation." In Thomas G. Paterson, ed., Cold War Critics: Alternatives to American Foreign Policy in the Truman Years. (1971)
- Doenecke, Justus D. Not to the Swift: The Old Isolationists in the Cold War Era (1979), by a conservative historian
- Kirk, Russell, and James McClellan. The Political Principles of Robert A. Taft (1967), by a leading conservative
- Malsberger, John W. From Obstruction to Moderation: The Transformation of Senate Conservatism, 1938-1952 (2000)
- Matthews, Geoffrey. "Robert A. Taft, the Constitution, and American Foreign Policy, 1939-53," Journal of Contemporary History, 17 (July, 1982),
- Moore, John Robert. "The Conservative Coalition in the United States Senate, 1942-45." Journal of Southern History 1967 33(3): 369-376. uses roll calls in JSTOR
- Moser, John E. "Principles Without Program: Senator Robert A. Taft and American Foreign Policy," Ohio History (1999) 108#2 pp 177–92 online edition, by a conservative historian
- Patterson, James T. "A Conservative Coalition Forms in Congress, 1933-1939," The Journal of American History, Vol. 52, No. 4. (Mar., 1966), pp. 757–772. in JSTOR
- Patterson, James T. Congressional Conservatism and the New Deal: The Growth of the Conservative Coalition in Congress, 1933-39 (1967)
- Patterson, James T. "Robert Alphonso Taft". Dictionary of American Biography, Supplement 5: 1951-1955. American Council of Learned Societies, 1977.
- Patterson, James T. Mr. Republican: A Biography of Robert A. Taft (1972), standard scholarly biography
- Radosh. Ronald. Prophets on the right: Profiles of conservative critics of American globalism (1978)
- Reinhard, David W. The Republican Right since 1945 1983 online edition Archiviato il 16 luglio 2012 in Internet Archive.
- Van Dyke, Vernon, and Edward Lane Davis. "Senator Taft and American Security." Journal of Politics 14 (1952): 177-202. online edition
- White; William S. The Taft Story (1954). Pulitzer prize online edition Archiviato il 5 febbraio 2010 in Internet Archive.
- Wunderlin, Clarence E. Robert A Taft: Ideas, Tradition, And Party In U.S. Foreign Policy (2005).